# Byōdō-in
Byōdō-in (jap. 平等院) – niezależna świątynia buddyjska w Uji. Na terenie obiektu znajdują się dwie małe świątynie: Saishō-in należąca do sekty Tendai-shū i Jōdo-in – do Jōdo-shū. Miejsce przechowywania wielu dzieł sztuki i jedna z największych atrakcji turystycznych rejonu Kioto.

## Historia
Zbudowana w X wieku jako rezydencja arystokratyczna. W 1052 roku Michinaga Fujiwara podarował ją swojemu synowi Yorimichiemu. Ten jednak przekształcił ją w świątynię buddyjską. Wierzono wówczas bowiem – zgodnie z buddyjską teorią mappō (ostatnich dni Prawa) – że rok ten był pierwszym rokiem początku końca świata. Wśród arystokracji i mnichów spowodowało to przypływ pobożności i wiary w buddyjską Czystą Krainę.
Rok później został ukończony główny pawilon kompleksu, Amida-dō (jedyna zachowana budowla z okresu Heian). We wczesnym okresie Edo zaczęto go nazywać Pawilonem Feniksa (Hōō-dō), w wyniku skojarzenia konstrukcji budowli z ptakiem o szeroko rozłożonych skrzydłach przy patrzeniu od frontu oraz parą zwróconych ku sobie feniksów na dachu. Wielokrotnie był rozbudowywany i odbudowywany po klęskach żywiołowych.

## Opis
Głównym obiektem czci jest rzeźba siedzącego buddy Amidy (Amida Nyorai), dłuta Jōchō. Na ścianach wokół niego zawieszone są 52 rzeźby przedstawiające bosatsu (pięć z nich jako mnichów) na płynących po niebie obłokach. Wokół głów mają aureole, niektórzy grają na instrumentach, inni tańczą lub modlą się. Na drzwiach i ścianach znajduje się wiele malowideł w stylu yamato-e.
Na terenie świątyni znajduje się grób Yorimasy Minamoto (1104–1180), który popełnił tam seppuku (uważa się, że to pierwszy znany przypadek tego rodzaju samobójstwa) po przegranej walce z Tairami nad rzeką Uji, w pobliżu tej świątyni. Bitwa ta zamykając okres Heian, rozpoczęła pięcioletnią wojnę Gempei pomiędzy rodami Taira i Minamoto.
Pawilon Feniksa znajduje się na rewersie monety 10-jenowej i na banknocie 10 000 jenów. W grudniu 1994 został wpisany na listę światowego dziedzictwa UNESCO jako część obiektu Zespół zabytkowy dawnego Kioto, Uji i Ōtsu.

## Galeria

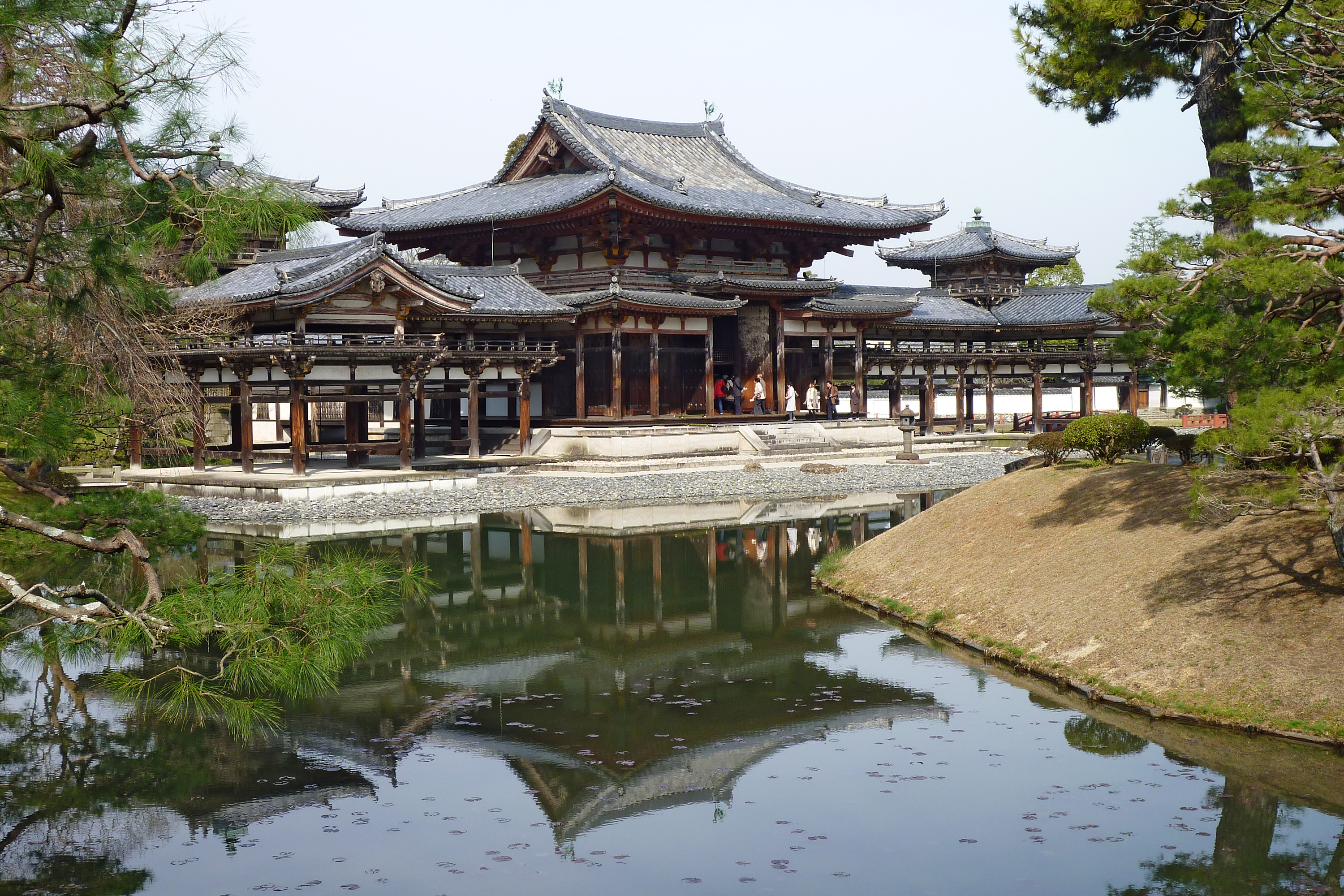
Pawilon Feniksa
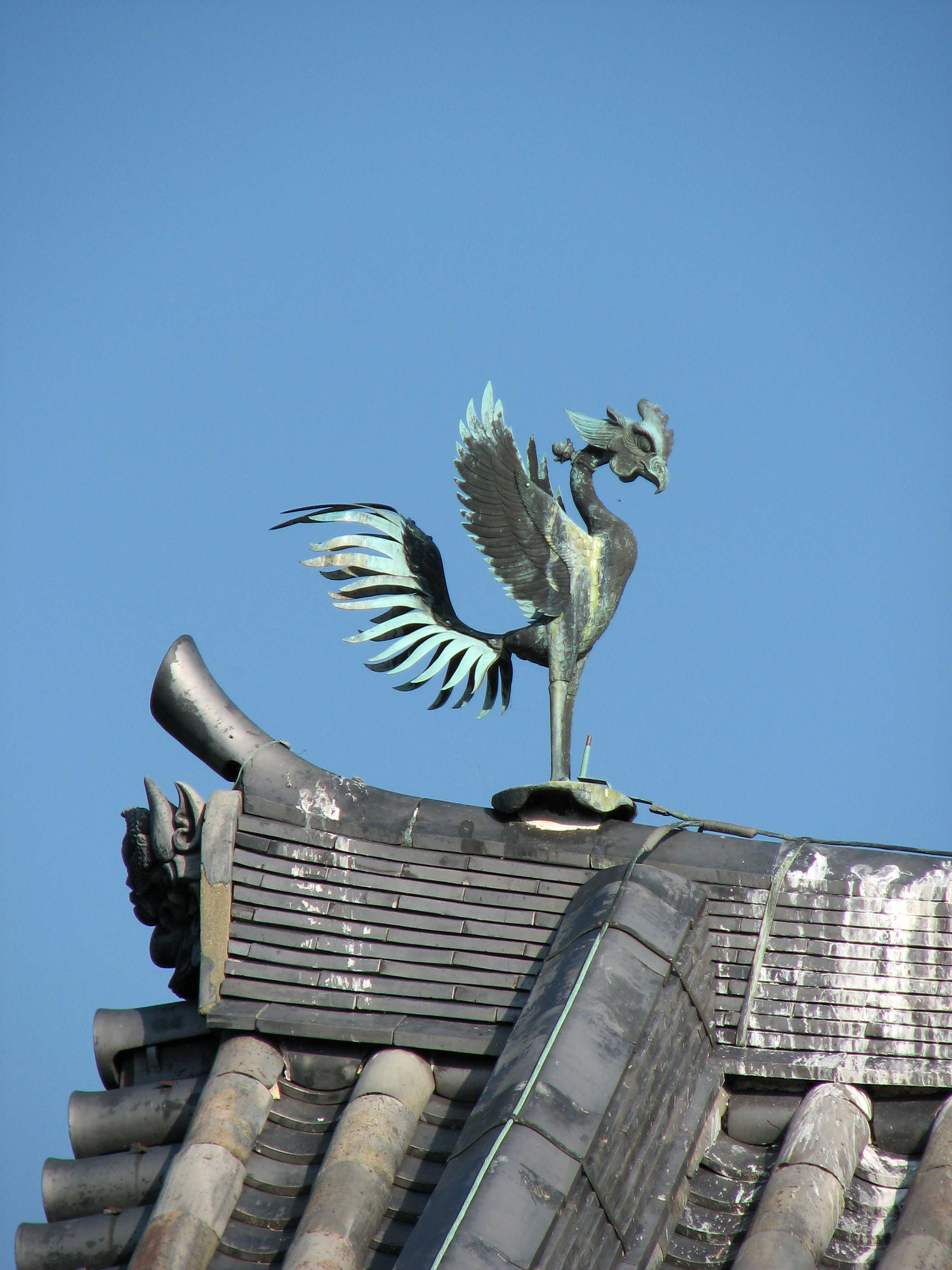
Feniks na dachu pawilonu
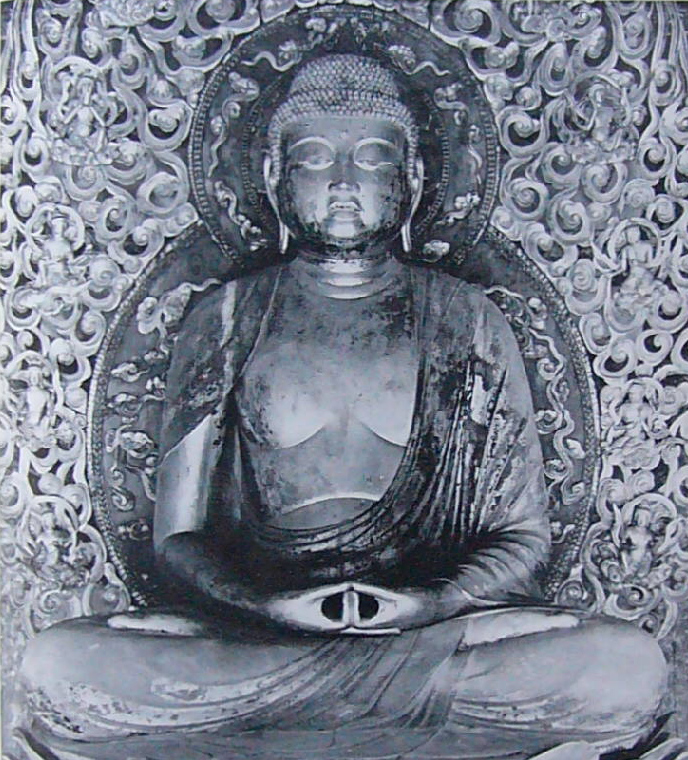
Statua Amidy dłuta Jōchō (wys. 2,8 m)
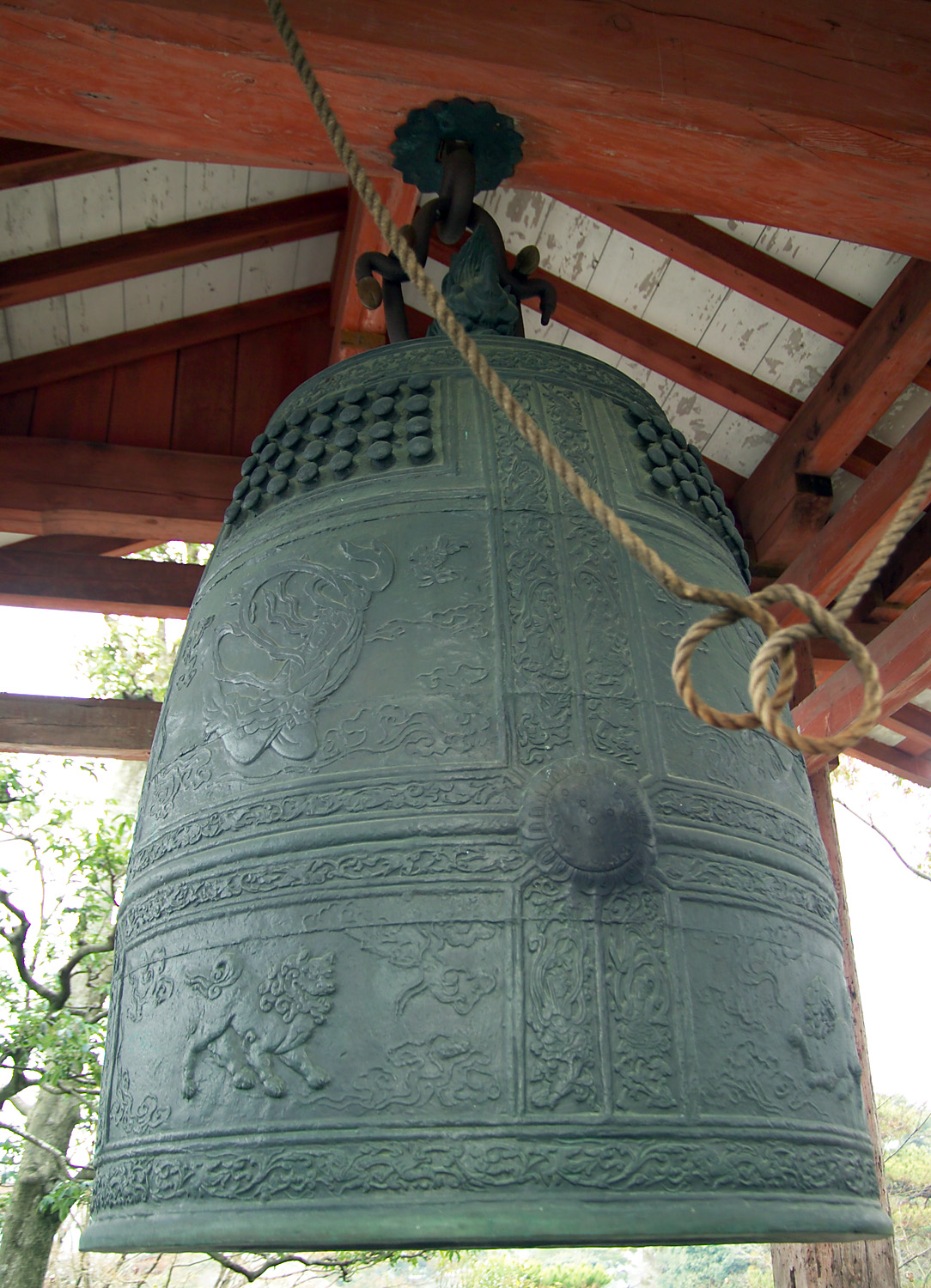
Dzwon świątynny
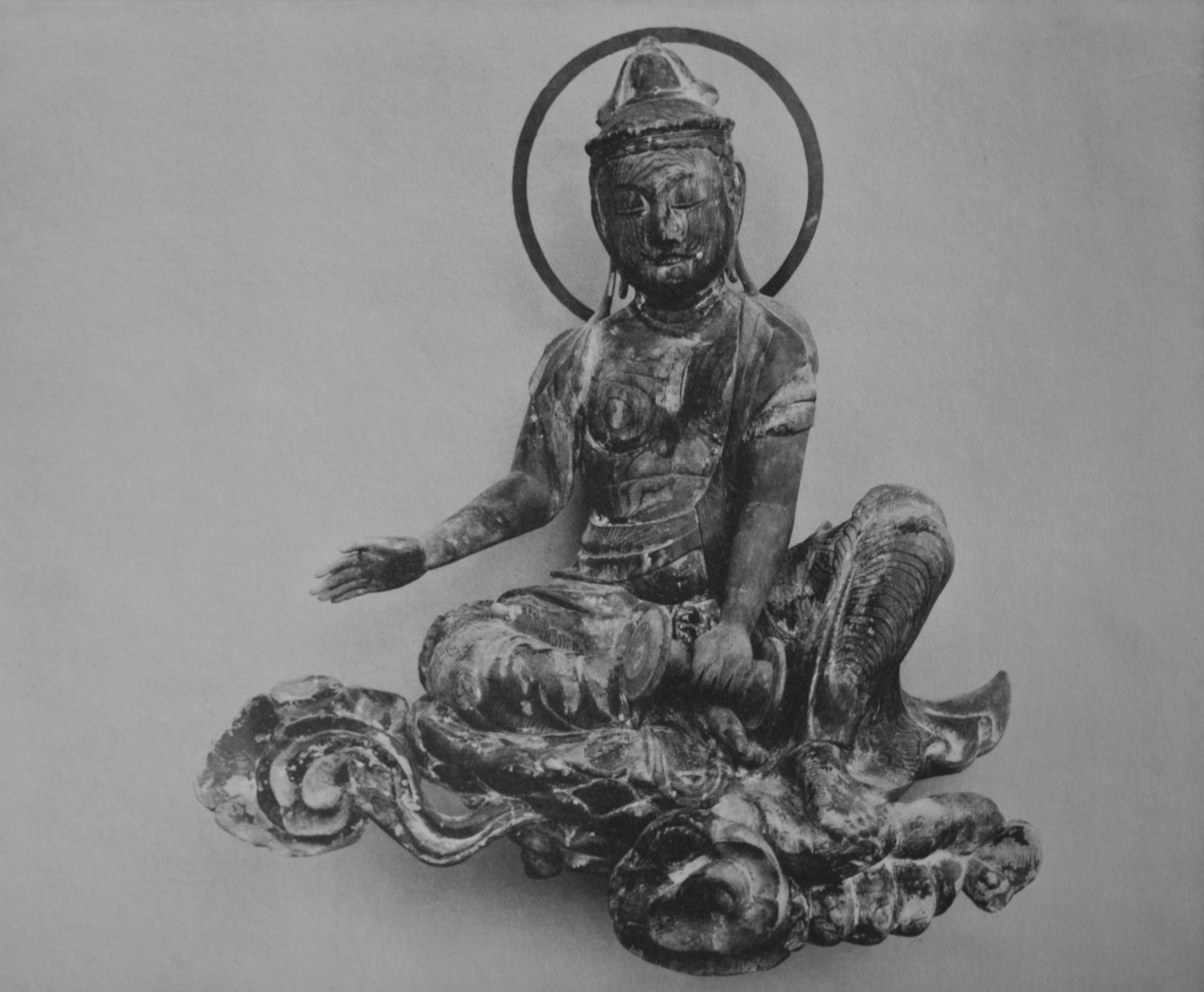
Jedna z rzeźb bosatsu
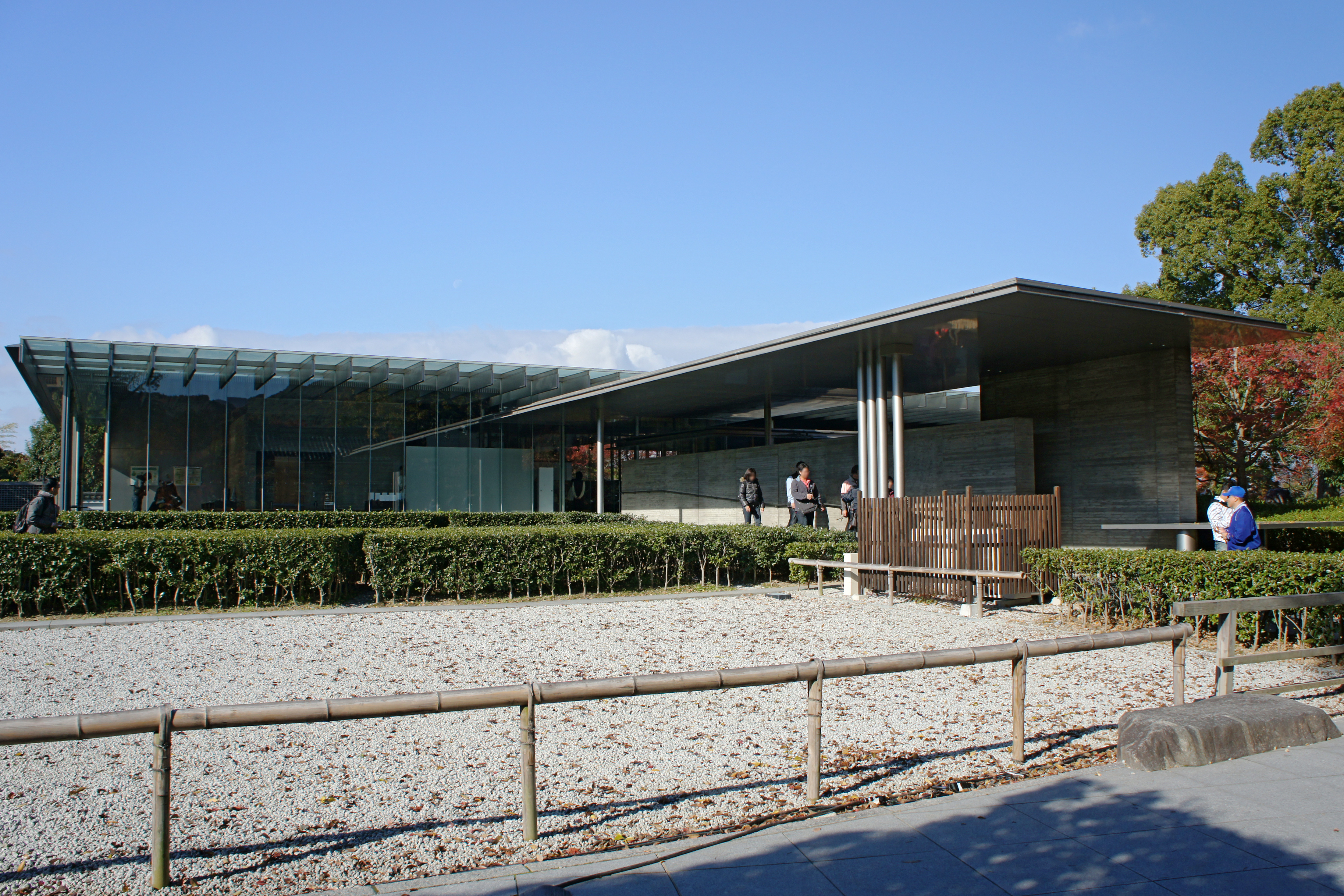
Muzeum
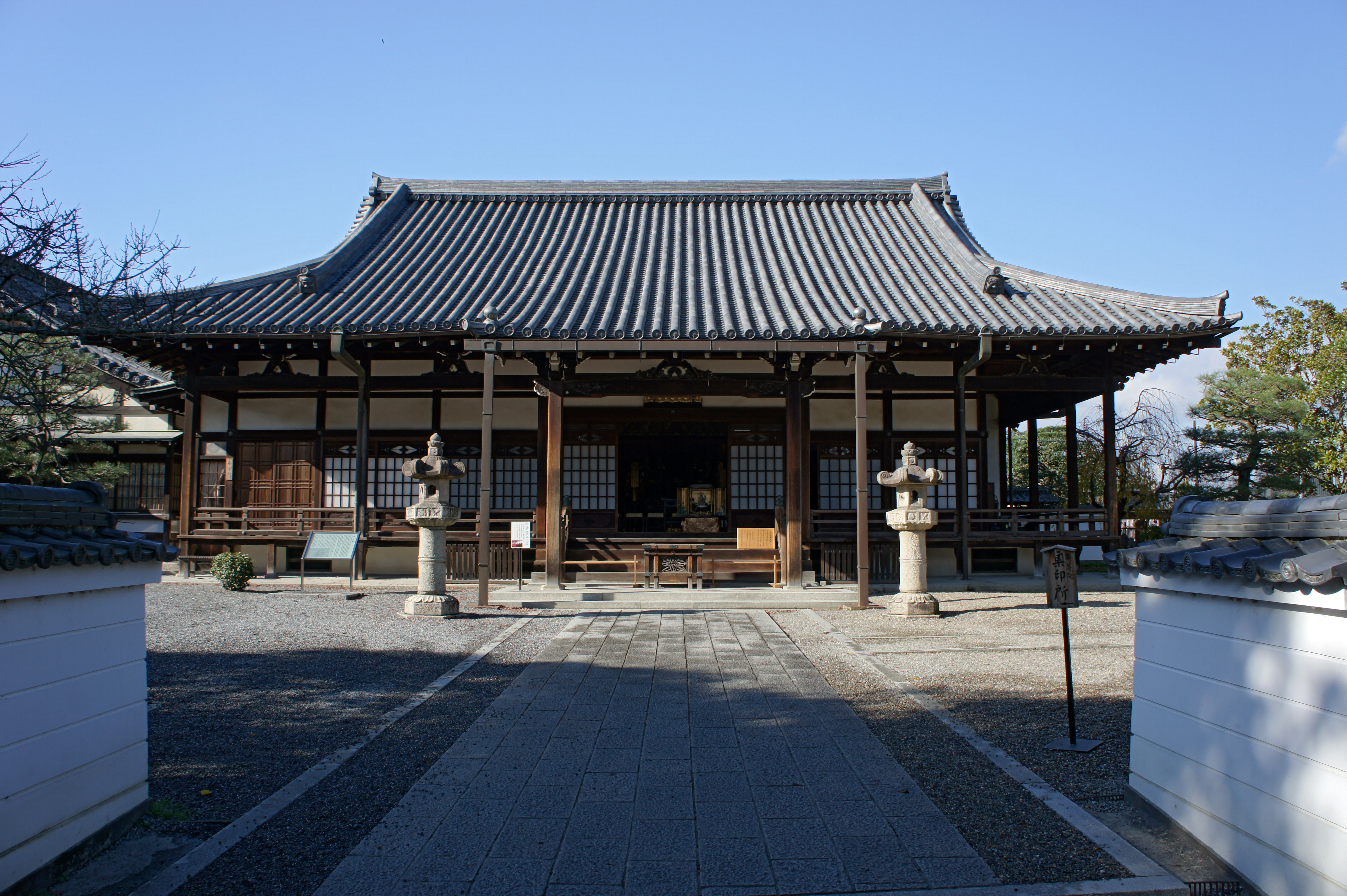
Jōdo-in
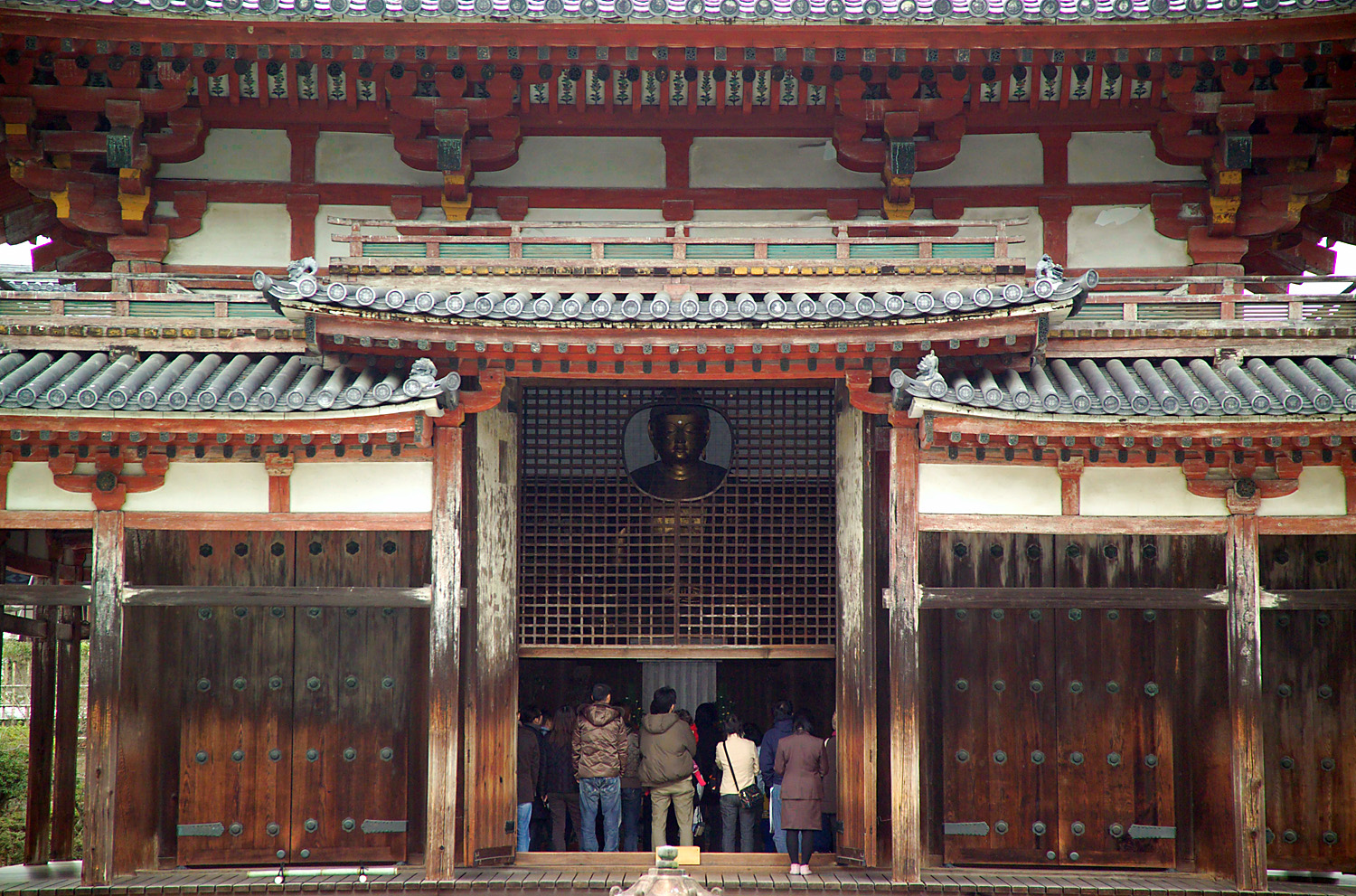
Amida